# Sikhara

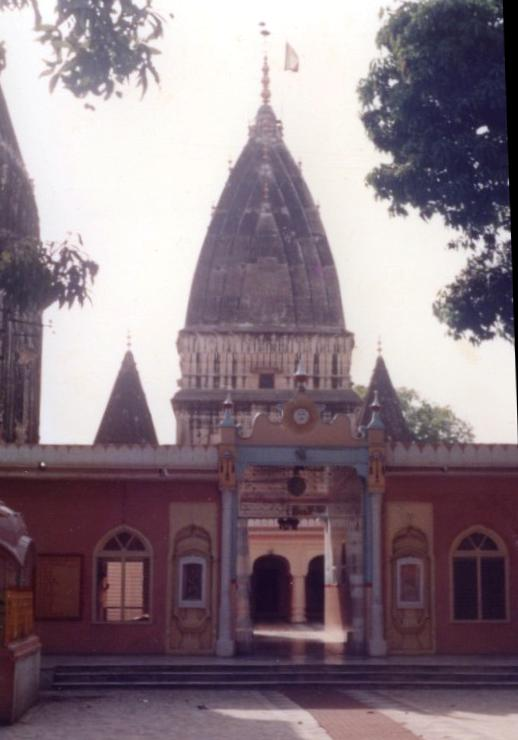
Raghunathtemplets sikhara i Jammu.

Sikhara är en spira eller ett torn ovanför ett indiskt tempels allra heligaste.
Bland flera typer av Sikharas i hinduisk tempelarkitektur är de tre vanligaste Dravidian som är vanlig i södra Indien och Nagar som är vanlig i övriga Indien och den tredje stilen föddes ur sammanslagningen av de två andra och kallas Vesara stil och ses i Karnataka och är den vanligase i Hoysala och i sentida Chalukyatempel. 